# Купер, Ди Джей
Донелл «Ди Джей» Купер (англ. Donell "D. J." Cooper Jr.; род. 16 декабря 1990, Чикаго, штат Иллинойс, США) — американский и боснийский профессиональный баскетболист, играющий на позиции разыгрывающего защитника.

## Карьера
В 2009 году Купер попал в список 30 самых перспективных игроков среди команд американских колледжей и получил сразу несколько предложений от университетов, чьи команды выступают в NCAA. С 2009 по 2013 год выступал за команду университета Огайо, проводя на паркете по 30—35 минут и набирая в среднем 15 очков и 6 результативных передач. 
В 2013 году принимал участие в драфте НБА, однако не был выбран и отправился в Европу. В сезоне 2013/2014 выступал за греческий ПАОК, где был лидером команды. Статистика разыгрывающего составляла 10 очков, 4 подбора и 6 результативных передач за 30 минут на паркете в среднем.
В 2014 году подписал однолетний контракт с красноярским «Енисеем». Купер стал не только лучшим ассистентом по итогам сезона (9,2 передач за игру), но и установил новый рекорд Единой лиги ВТБ по количеству результативных передач в одном матче, отдав 23 передачи в игре против «Астаны»
В мае 2015 года перешёл в греческий «Панатинаикос» до окончания сезона 2014/2015.
Перед началом сезона 2015/2016 стал игроком «Красного Октября», за который выступал до ноября 2015 года. В Единой лиге ВТБ Донелл набирал в среднем 12,3 очка, 5,3 подбора и 10,9 передачи за игру.
21 ноября 2015 года Купер подписал контракт с греческим клубом АЕК. 3 декабря 2015 года, АЕК (баскетбольный клуб)|АЕК сообщил, что Донелл в течение короткого времени, сделал множество серьезных дисциплинарных проступков. Клуб рассматривал вариант с отчислением игрока по дисциплинарным причинам. Купер извинился перед руководством и партнерами, после чего греки отказались от расставания с ним.
В январе 2016 года Купер покинул АЕК и перешёл в «Монако», за который набирал 7,0 очка, 3,5 подбора и 6,4 передачи в среднем за матч.
В августе 2016 года Купер стал игроком «Элан Беарне».
Перед началом сезона 2017/2018 Купер перешёл в «Гравлин-Дюнкерк», но в октябре 2017 года покинул клуб по обоюдному согласию сторон и вернулся в «Монако».

## Сборная Боснии и Герцеговины
В 2014 году Купер получил гражданство Боснии и Герцеговины и был приглашён в состав национальной сборной. Во время подготовки в тренировочном лагере команды Купер получил травму и не смог сыграть в отборочном турнире на чемпионат Европы 2015.

## Дисквалификация
В 2018 году Купер был дисквалифицирован ФИБА на 2 года, так как провалил допинг-тест. Купер должен был пройти допинг-тест для выступления за сборную Боснии и Герцеговины в качестве натурализованного игрока. Стало известно, что результаты анализов выявили у баскетболиста «беременность». В образце предоставленной мочи был обнаружен гормон «gHC», который вырабатывается плацентой. ФИБА сразу же отстранила Купера. Дисквалификация распространяется до 20 июня 2020 года.

## Достижения
- Серебряный призёр Лиги чемпионов ФИБА: 2017/2018
- Бронзовый призёр чемпионата Греции: 2013/2014

## Статистика

### Статистика в колледже
| Сезон                                                                                   | Команда       | GP  | GS  | MPG  | FG%  | 3P%  | FT%  | RPG | APG | SPG | BPG | PPG  |  |
| --------------------------------------------------------------------------------------- | ------------- | --- | --- | ---- | ---- | ---- | ---- | --- | --- | --- | --- | ---- |  |
| 2009/10                                                                                 | Огайо Бобкэтс | 37  | 35  | 35,5 | 37,4 | 31,9 | 76,6 | 5,4 | 5,9 | 2,5 | 0,3 | 13,5 |  |
| 2010/11                                                                                 | Огайо Бобкэтс | 35  | 32  | 35,7 | 38,2 | 29,9 | 74,9 | 5,0 | 7,5 | 2,3 | 0,3 | 15,8 |  |
| 2011/12                                                                                 | Огайо Бобкэтс | 37  | 37  | 32,4 | 34,8 | 30,7 | 74,5 | 3,7 | 5,7 | 2,3 | 0,1 | 14,7 |  |
| 2012/13                                                                                 | Огайо Бобкэтс | 34  | 34  | 31,6 | 42,4 | 36,4 | 70,3 | 3,2 | 7,1 | 2,0 | 0,2 | 14,1 |  |
|                                                                                         | Всего         | 143 | 138 | 33,8 | 38,0 | 32,2 | 74,2 | 4,3 | 6,5 | 2,3 | 0,2 | 14,5 |  |
| Наведите курсор мыши на аббревиатуры в заголовке таблицы, чтобы прочесть их расшифровку |               |     |     |      |      |      |      |     |     |     |     |      |  |